# Phyllanoa colombiana
Phyllanoa colombiana är en violväxtart som beskrevs av Léon Camille Marius Croizat. Phyllanoa colombiana ingår i släktet Phyllanoa och familjen violväxter. Inga underarter finns listade i Catalogue of Life.